# Ормистън
Ормистън (на английски: Ormiston) е село в югоизточна Шотландия, област Източен Лоудиън. Населението му е около 2000 души (2016).
Разположено е на 119 метра надморска височина в Средношотландската низина, на 6 километра южно от брега на Северно море и на 18 километра източно от центъра на Единбург.

## Известни личности
Родени в Ормистън
- Робърт Мофат (1795 – 1883), мисионер